# PBZ Zagreb Indoors
El Torneig de Zagreb, també conegut com a PBZ Zagreb Indoors, és un torneig professional de tennis que es disputa sobre pista dura indoor. Actualment pertany a les sèries ATP World Tour 250 del circuit ATP masculí. El torneig se celebra al Dom Sportova de Zagreb (Croàcia).
El torneig es va celebrar fins a l'any 2015 a causa de problemes financers per manca de nous patrocinadors i fou substituït pel torneig de Sofia.

## Palmarès

### Individual masculí
| Any         | Campió                 | Finalista      | Resultat         |
| ----------- | ---------------------- | -------------- | ---------------- |
| 2015        | Guillermo García López | Andreas Seppi  | 7−6(4), 6−3      |
| 2014        | Marin Čilić (4)        | Tommy Haas     | 6−3, 6−4         |
| 2013        | Marin Čilić            | Jürgen Melzer  | 6−3, 6−1         |
| 2012        | Mikhaïl Iujni          | Lukáš Lacko    | 6−2, 6−3         |
| 2011        | Ivan Dodig             | Michael Berrer | 6−3, 6−4         |
| 2010        | Marin Čilić            | Michael Berrer | 6−4, 6−7(5), 6−3 |
| 2009        | Marin Čilić            | Mario Ančić    | 6−3, 6−4         |
| 2008        | Serhí Stakhovski       | Ivan Ljubičić  | 7−5, 6−4         |
| 2007        | Markos Bagdatís        | Ivan Ljubičić  | 7−6(4), 4−6, 6−4 |
| 2006        | Ivan Ljubičić          | Stefan Koubek  | 6−3, 6−4         |
| 2005 − 1998 | No celebrat            | No celebrat    | No celebrat      |
| 1997        | Goran Ivanišević (2)   | Greg Rusedski  | 7−6, 4−6, 7−6    |
| 1996        | Goran Ivanišević       | Cédric Pioline | 3−6, 6−3, 6−2    |

### Dobles masculins
| Any         | Campions                          | Finalistes                         | Resultat            |
| ----------- | --------------------------------- | ---------------------------------- | ------------------- |
| 2015        | Marin Draganja Henri Kontinen     | Fabrice Martin Purav Raja          | 6−4, 6−4            |
| 2014        | Jean-Julien Rojer Horia Tecău     | Philipp Marx Michal Mertiňák       | 3−6, 6−4, [10−2]    |
| 2013        | Julian Knowle Filip Polášek       | Ivan Dodig Mate Pavić              | 6−3, 6−3            |
| 2012        | Markos Bagdatís Mikhaïl Iujni     | Ivan Dodig Mate Pavić              | 6−2, 6−2            |
| 2011        | Dick Norman Horia Tecău           | Marcel Granollers Marc López       | 6−3, 6−4            |
| 2010        | Jürgen Melzer Philipp Petzschner  | Arnaud Clément Olivier Rochus      | 3−6, 6−3, [10−8]    |
| 2009        | Martin Damm Robert Lindstedt      | Christopher Kas Rogier Wassen      | 6−4, 6−3            |
| 2008        | Paul Hanley Jordan Kerr           | Christopher Kas Rogier Wassen      | 6−3, 3−6, [10−8]    |
| 2007        | Michael Kohlmann Alexander Waske  | František Čermák Jaroslav Levinský | 7−6(5), 4−6, [10−5] |
| 2006        | Jaroslav Levinský Michal Mertiňák | Davide Sanguinetti Andreas Seppi   | 7−6(6), 6−1         |
| 2005 − 1998 | No celebrat                       | No celebrat                        | No celebrat         |
| 1997        | Saša Hiršzon Goran Ivanišević     | Mark Keil Brent Haygarth           | 6−4, 6−3            |
| 1996        | Libor Pimek Menno Oosting         | Martin Damm Hendrik Jan Davids     | 6−3, 7−6            |